# Понте Сан Лоренцо (Терни)
Понте Сан Лоренцо је насеље у Италији у округу Терни, региону Умбрија.
Према процени из 2011. у насељу је живело 693 становника. Насеље се налази на надморској висини од 125 м.